# Circus Circus Las Vegas
O Circus Circus Las Vegas é um hotel, cassino e parque temático localizado na Las Vegas Strip em Winchester, Nevada, foi fundado em 1968 pelo empresário americano Jay Sarno. O cassino aparece no famoso filme de espionagem 007 - Os Diamantes são Eternos.